# Rede

## Texto de la Rede Wicca
Existen diversas versiones de la Rede, la siguiente es una de ellas:
Seguir las leyes Wicca debemos, en perfecto amor y perfecta confianza.
Vivir y dejar vivir, justamente dar y recibir.
Tres veces el círculo has de trazar para a los espíritus no deseados así echar.
Siempre al hechizo finalizar, debes al decir el hechizo rimar.
Luz en los ojos y suave al tocar; habla menos, escucha más.
En actos y nombre a los Antiguos honrar, que el amor y la luz te vuelvan a guiar.
Vé en deosil con la luna creciente, cantando una melodía alegre.
Vé en levógiro cuando la luna mengüe, y el hombre lobo por el terrible acónito aúlle.
Cuando la Luna de la Dama es nueva, su mano dos veces besa.
Cuando viaje a su cima la luna, el deseo en tu corazón busca.
Atención al poderoso vendaval de Norte prestad, cerrad la puerta y la vela bajad.
Cuando el viento del Este comience a soplar, esperad lo nuevo y la fiesta preparad.
Cuando el viento del Sur sientas llegar, el amor en la boca te va a besar.
Cuando el viento del Oeste oigas suspirar, todos los corazones encontrarán descanso y paz.
Nueve maderas van al Caldero; quémalas rápido, quémalas lento.
El Abedul en el fuego va a representar lo que la Dama sabe.
El Roble, del bosque fuerte pilar, en el fuego el conocimiento de Dios te traerá.
El Serbal es un Árbol del poder haciendo la vida y la magia florecer.
El Sauce al borde del río ha de estar siempre dispuesto a en el verano ayudar.
El Espino es quemado para purificar y que la justicia a los ojos puedas mirar.
El Avellano, árbol de la sabiduría y el aprendizaje, suma su fuerza al fuego brillante.
Blanca es la flor que el Manzano da y que nos trae la fruta de la fertilidad.
Las Uvas que crecen sobre la Vid nos dan vino y alegría para vivir.
El Abeto marcado siempre de verde está para representar la inmortalidad.
El Saúco es el árbol de la Dama, no lo quemes o estarás maldito.
Cuatro veces el Sabbat Mayor señalará en la luz y en la oscuridad.
Al igual que el viejo año comienza a disminuir, comienza el nuevo, ya es tiempo de Samhain.
Cuando el tiempo de Imbolc comienza, las flores a través de las nieves observa.
Cuando la rueda rápido comienza a girar, los fuegos de Beltane arderán.
A la rueda a la noche de Lama señalar, se da poder a la magia ritual.
Cuatro veces los Sabbats Menores caerán, para marcarlos el Sol deberás usar.
Cuando a Yule la rueda ha señalado, se enciende el tronco y reina el Astado.
En primavera, cuando noche y día son iguales, Ostara a nuestro encuentro sale.
Cuando el Sol su más alto punto va a alcanzar, es momento del Nogal y el Roble para luchar.
La cosecha a todos y cada uno llega, cuando el Equinoccio de Otoño se presenta.
A flor, arbusto y árbol presta atención, y la Dama te dará su bendición.
Donde las ondulantes aguas de las cascadas van, tira una piedra y la verdad sabrás.
Cuando tengas y mantengas una necesidad, la avaricia de otros no debes escuchar.
Con un tonto ni una estación has de pasar, o como su amigo contado serás.
Feliz Encuentro, Feliz Partida, calienta el corazón y enciende las mejillas.
La Ley de las Tres Veces deberás en mente tener, tres veces malo y bueno otras tres.
Cuando el infortunio te aceche, lleva la estrella azul en tu frente.
En el amor has de ser sincero a no ser que tu amor te engañe primero.
En estas Ocho palabras la Rede sabes:
"An ye harm none do as ye will" (Haz lo que desees mientras no dañes a nadie).

## Interpretaciones de la Rede
La Rede es vista tanto por wiccanos como por otras personas, como muy similar a la "Regla de Oro" ("Cada acción buena o mala que hagas se te regresará por triplicado" es una de sus formulaciones típicas), una creencia supuestamente existente en casi todas las religiones. Mientras la Regla de Oro prohíbe hacer daño subjetivamente, la Rede Wicca no prohíbe nada más que el hacer daño a otros, entre los que se incluye a la persona misma.
Existe un debate en la comunidad neopagana y wiccana sobre el significado de la Rede. El debate se centra en el concepto de que la Rede es un consejo no un mandamiento, así como el hecho de que las acciones que hacen daño no están discutidas en la Rede Wicca. Una expansión de este tema puede encontrarse en "Wiccan Ethics and the Wiccan Rede" de David Piper. El concepto de la reciprocidad ética no está expresada explícitamente, pero muchos wiccanos interpretan que la Rede implica la Regla Dorada (Golden Rule) en la creencia de que el espíritu de la Rede es hacer el bien a un compañero ser humano y a uno mismo. Algunas sectores de la Wicca no ven diferencias en hacer el bien, algunos se incluyen a ellos mismos, y otros incluyen las plantas y los animales.
Algunos también han notado una similitud con la "Ley del Daño" del filósofo John Stuart Mill en el siglo XIX. Otro antecedente notables es el de San Agustín de Hipona, "Ama, y haz lo que quieras". Probablemente, la influencia directa en este aspecto venga de el libro de la ley, de Aleister Crowley, cuyas enseñanzas se pueden resumir en "hacer tu voluntad será toda la ley" y "amor es la ley, amor bajo voluntad".
En la segunda parte de la Rede Wicca la palabra "wilt" es entendida como "will" (voluntad). El significado de "will" en este caso es entendido como la "Voluntad Real" en oposición a lo que se quiere. Esto significa que la Rede puede ser entendida como que siempre de debe seguir la "voluntad real" en vez de tratar de obtener deseos simples o caprichos y asegurarse que haciendo nuestra voluntad no dañamos a nadie, incluyendo a la persona misma. La Rede anima a los wiccanos a tomar responsabilidad personal por sus acciones.
En adición al concepto de reciprocidad ética expresado en muchas versiones de la "Regla Dorada", no obstante, la Rede también expresa rechazo al concepto de pecado.
Algunos wiccanos interpretan en la Rede que causar daño por inacción es inconsistente con las creencias de la Wicca. Por ejemplo, hacer un hechizo para incapacitar a un violador de seguir abusando de otros, aunque pueda ser dañado por el hechizo, puede ser interpretado como algo legítimo. Donde un gran daño es causado por inacción, entonces la Rede puede alentar acción responsable para prevenirlo.
Esta condición es la que distingue la Rede Wicca de otras versiones de principios de no dañar. Sin embargo, otros no están de acuerdo y creen que cualquier daño hecho intencionalmente debe ser evitado. A veces la Rede tiene una segunda línea que aclara el punto: "Si no daña a nadie, haz lo que quieras, si causa daño, haz lo que debes."
El rechazo de exhortaciones específicas y prohibiciones de conducta tal como en los Diez Mandamientos del cristianismo y el judaísmo lo que hace el carácter de la Rede Wicca un tanto diferente. La Rede es sólo una guía la cual debe ser interpretada para encajarla en cada situación particular. Debe ser notado, sin embargo, que no todos los wiccanos tradicionales siguen la Rede en sí; algunos gardnerianos en particular proponen la Carga de la Diosa como una guía.